# Nannococcyx psix
Genre
Espèce
Statut de conservation UICN

 EX  : Éteint
Nannococcyx psix est une espèce éteinte d'oiseaux de la famille des Cuculidae.

## Répartition
Cette espèce était endémique de l'île de Sainte-Hélène.